# محوطه و تپه قشلاق گریه له ناو
محوطه و تپه قشلاق گریه له ناو مربوط به دوران پیش از تاریخ ایران باستان است و در شهرستان بیجار، بخش مرکزی، روستای دولت‌آباد واقع شده و این اثر در تاریخ ۲۴ فروردین ۱۳۸۲ با شمارهٔ ثبت ۸۰۵۷ به‌عنوان یکی از آثار ملی ایران به ثبت رسیده است.